# Freire (krater)
Freire är en nedslagskrater på planeten Merkurius, med en diameter på ungefär 51 kilometer.
2024 uppkallade den efter målaren María Freire.